# Bór Kuniński
Bór Kuniński (ukr. Бір-Кунинський, Bir-Kunynśkyj) – wieś na Ukrainie, w obwodzie lwowskim, w rejonie lwowskim (wcześniej w rejonie żółkiewskim). W 2001 roku liczyła 169 mieszkańców.
Miejscowość została założona w 1580 roku.